# Sztuka kinetyczna

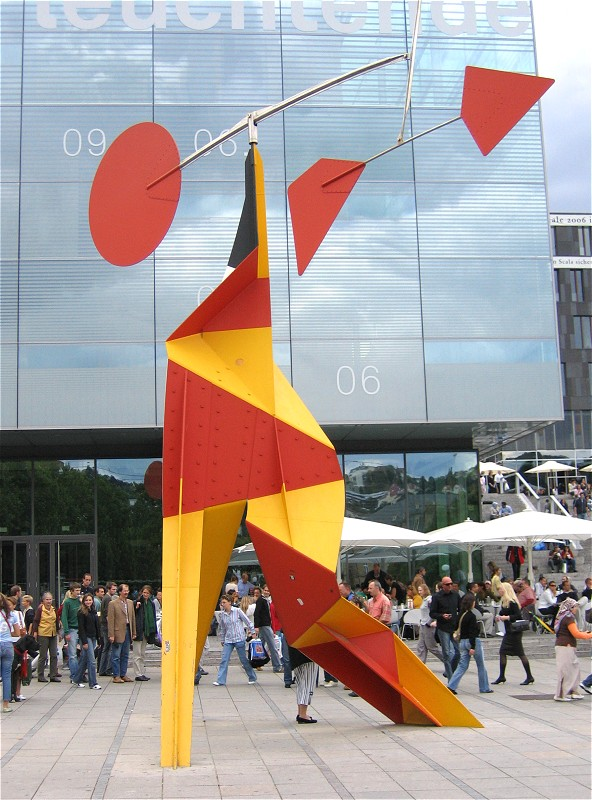
Rzeźba Alexandra Caldera Crinkly with Red Disk (1973), Stuttgart.

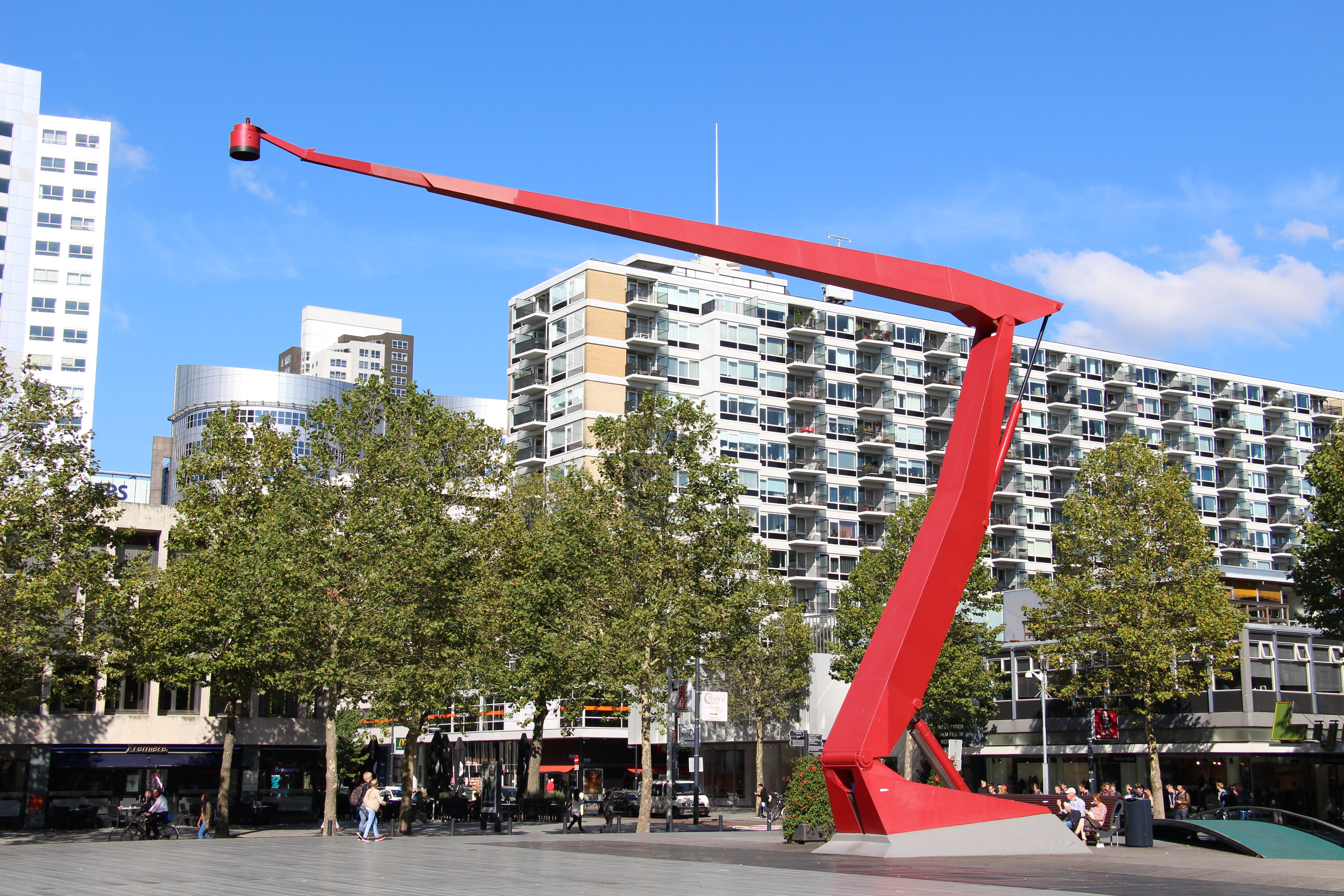
Schouwburgplein w Rotterdamie. Dawny, pusty plac został zrewitalizowany w 1996 roku przez architekta Adriaan Geuze w stylu postmodernizmu, podniesiony na wysokość trzech schodów, wyposażony w fontannę, długie ławki i ruchome, czerwone latarnie przypominające żurawie portowe i reprezentujące sztukę kinetyczną. Widoczne jest planowe zazielenienie terenu.

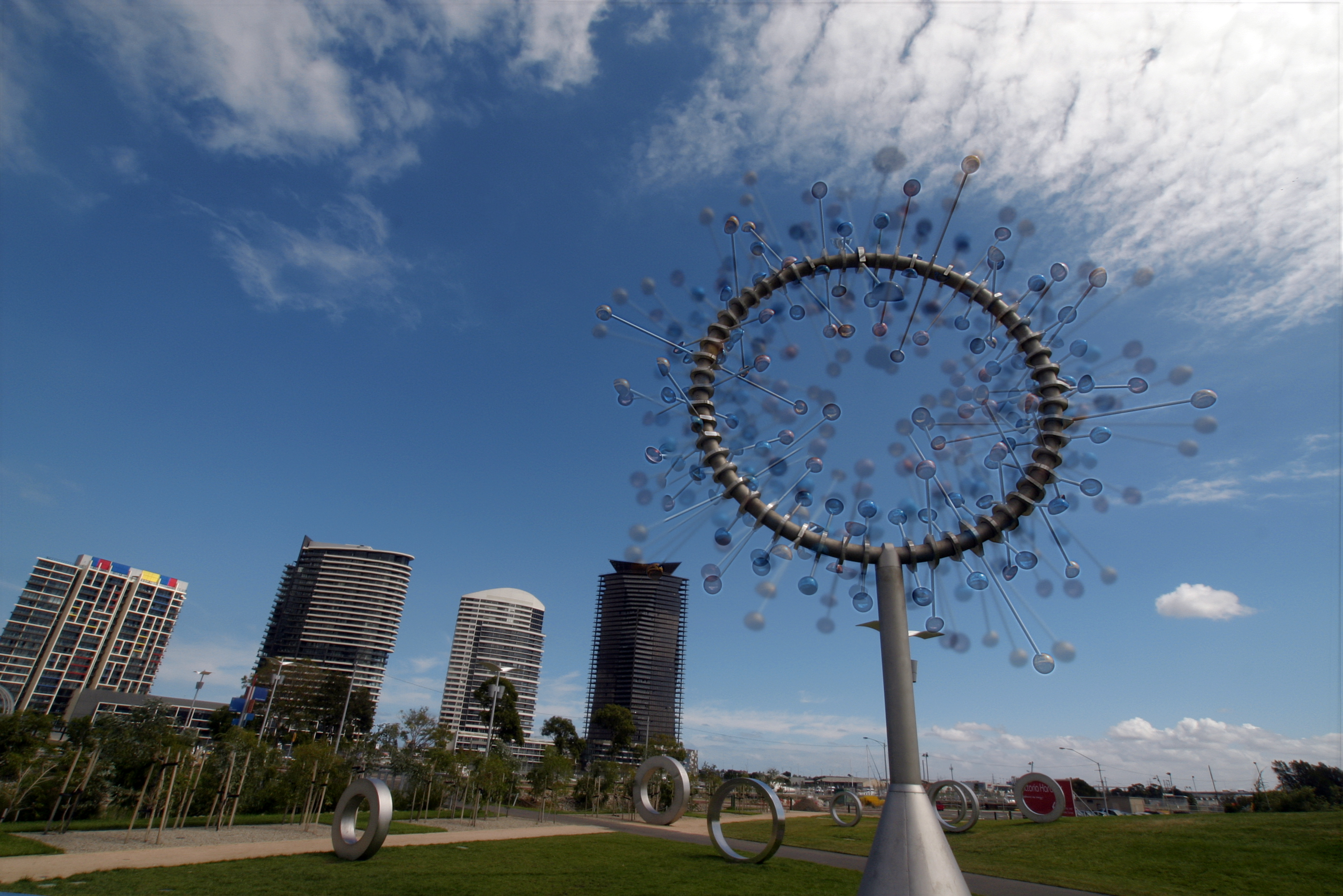
Rzeźba poruszana siłą wiatru

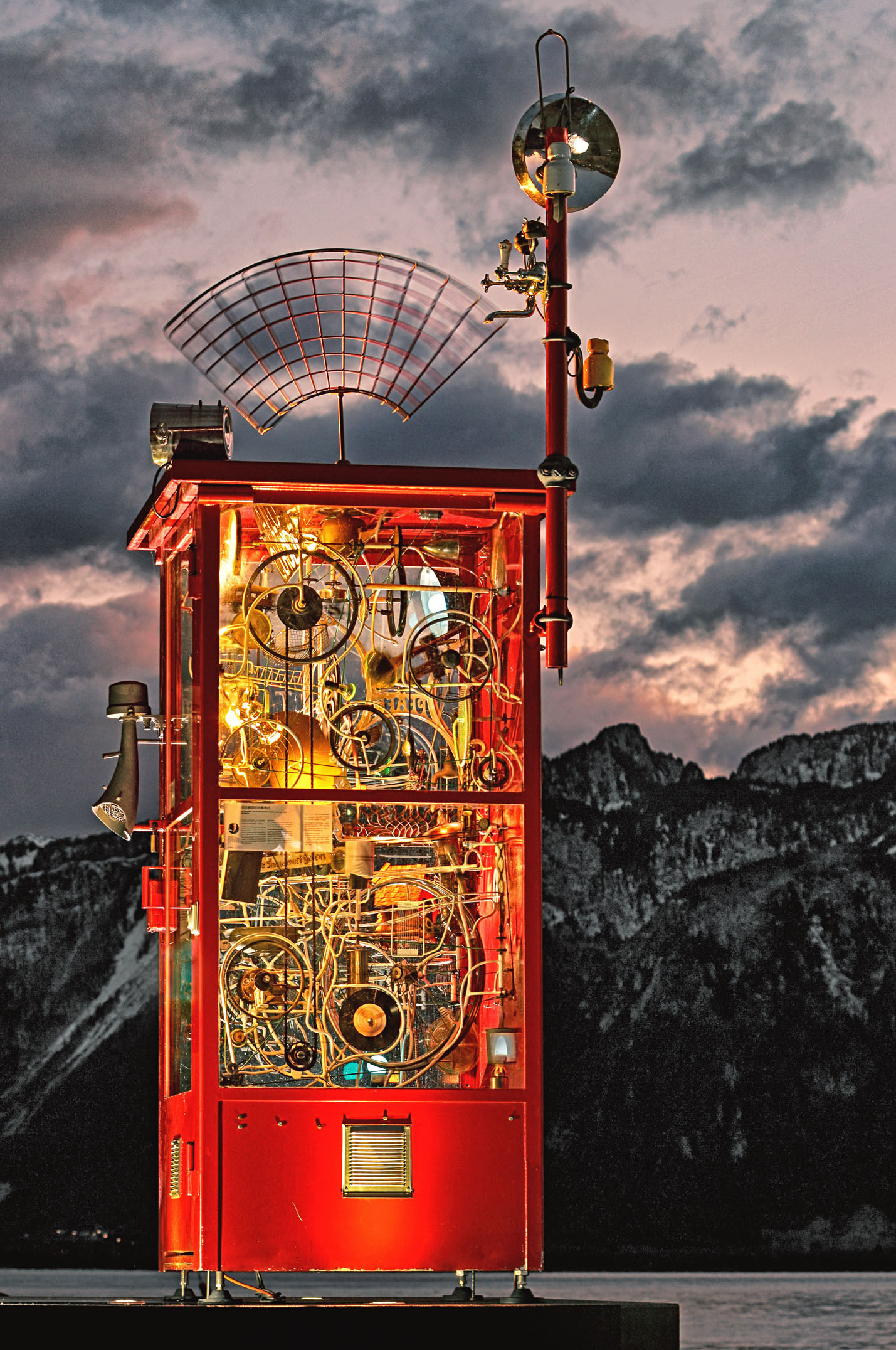
Rzeźba kinetyczna, „Allô Claude”, Pascal Bettex, Montreux, 2013.

Sztuka kinetyczna (z gr. kinēma 'ruch')  – kierunek w sztuce współczesnej koncentrujący się na zagadnieniu ruchu (rzeczywistym lub pozornym), obejmujący wiele nakładających się technik i stylów. Jednym z prekursorów był Alexander Calder, który od 1931 roku tworzył „mobile” (z łac. mobilis 'ruchomy') – rzeźby z metalu poruszające się pod wpływem ruchu powietrza lub zmiany temperatury.

## Wybrani artyści
| - Ja’akow Agam - David Ascalon - Fletcher Benton - Mark Bischof - Daniel Buren - Alexander Calder - U-Ram Choe - Carlos Cruz-Diez - Marcel Duchamp - Lin Emery - Roland Emett - Arthur Ganson - Nemo Gould - Bruce Gray - Ralfonso Gschwend - Chuck Hoberman - Tim Hunkin - Theo Jansen - Ned Kahn - Starr Kempf - Frederick Kiesler | - Gyula Kosice - Gilles Larrain - Julio Le Parc - Len Lye - Sal Maccarone - Alejandro Otero - Heinz Mack - László Moholy-Nagy - Otto Piene - George Rickey - Barton Rubenstein - Nicolas Schöffer - Eusebio Sempere - Jesús Rafael Soto - Mark di Suvero - Takis - Jean Tinguely - Panayiotis Vassilakis - Lyman Whitaker - Ludwig Wilding |